# Pterocles quadricinctus

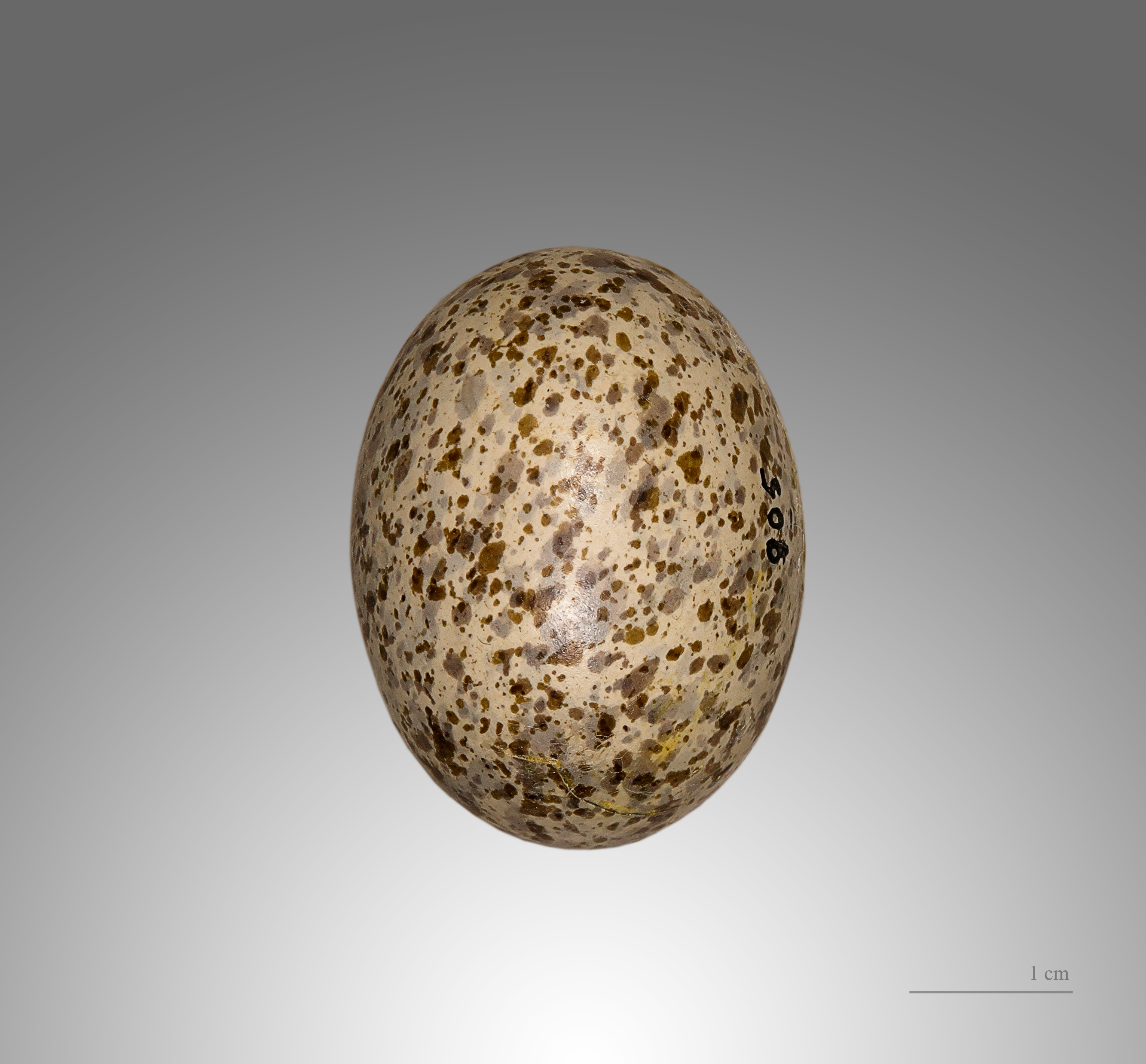
Pterocles quadricinctus - MHNT.

La ganga cuadricinta o ganga de rayas (Pterocles quadricinctus) es una especie de ave pteroclidiforme de la familia Pteroclididae que vive principalmente en el Sahel.

## Descripción
La ganga cuadricinta mide alrededor de 25–28 cm de largo. Su cabeza, cuello y partes superiores son de color verde amarillento, con la espalda cruzada por listas pardas oscuras. El macho tiene bandas negras y blancas en su píleo, además de dos listas negras que flanquean una blanca que separan su pecho liso de su vientre intensamente listado. La hembra carece de las listas de la cabeza y el pecho, y está intensamente listada tanto en cuello como en la espalda y flancos.
Esta especie, como las demás gangas, tiene la cabeza y el cuello similares a una paloma, pero su cuerpo es más compacto y robusto. Tiene unas alas largas y apuntadas, cuya parte inferior es gris, y la cola es corta.

## Distribución y hábitat
Se extiende por el Sahel y regiones adyacentes, desde Senegal hasta Etiopía y Kenia; aunque cría solo en la mitad occidental, de esta área donde además es más común. Es un ave parcialmente migratoria, y algunas poblaciones se desplazan al norte en la estación de lluvias.
Cría en zonas abiertas con algunos árboles, como las sabanas, las zonas de matorral y hábitats similares.

## Comportamiento
Se alimenta principalmente de semillas, aunque consume también otro tipo de materias vegetales e insectos. Es una especie gregaria de vuelo rápido y directo, suele volar en bandadas por las tardes en dirección a los bebederos y tiene hábitos bastante nocturnos.
Anida en el suelo en un hoyo somero donde pone de dos o tres huevos de color crema con motas oscuras. Ambos sexos se encargan de la incubación.